# Algoriphagus machipongonensis
Algoriphagus machipongonensis ist eine Bakterienart. Sie wurde zusammen mit dem Choanoflagellaten Salpingoeca rosetta isoliert und ist von Interesse für die Erforschung der Evolution.

## Merkmale
Die Zellen sind stäbchenförmig, mit einer Länge zwischen 2 und 3 µm und einer Breite zwischen 0,5 µm. Geißeln sind nicht vorhanden. Eine gleitende Bewegung (gliding motility) findet auch nicht statt. Auch Pigmenten des Flexirubin-Typs werden nicht gebildet. Der Gram-Test fällt negativ aus. Sporen werden nicht gebildet.

## Stoffwechsel und Wachstum
Algoriphagus ist auf Sauerstoff angewiesen, es ist aerob. Es benötigt organische Stoffe, der Stoffwechsel ist chemoorganotroph.
Wachstum erfolgt bei Temperaturen bis zu 40 °C, mit schwachem Wachstum bei relativ tiefen Temperaturen von 4 °C. Das Optimum liegt bei 30 °C. Optimales Wachstum erfolgt bei pH 7,0–8,0. Es werden bis zu 10 % Natriumchlorid (NaCl) toleriert. Man kann sie als moderat halophil („salzliebend“) bezeichnen. Bei 10 % ist nur noch schwaches Wachstum zu beobachten. Das Bakterium kann nur wenige chemische Verbindungen zum Wachstum verwenden. Hierzu zählen der Einfachzucker Galactose und die Zuckeralkohole Mannitol und Glycerin.

## Ökologie
Algoriphagus machipongonensis wurde zusammen mit dem Kragengeißeltierchen (Choanoflagellaten) Salpingoeca rosetta isoliert.
Das einzellige Choanoflagellat teilt sich ungeschlechtlich zu weiteren Einzelzellern. Wenn man Algoriphagus machipongonensis hinzu gibt, trennen sich allerdings die sich teilenden Zellen nach der Mitose nicht mehr voneinander, sondern bleiben mit einer extrazellulären Matrix und Zytoplasmabrücken miteinander verbunden, dieses ähnelt einem Mehrzeller. A. machipongonensis gibt hierzu ein bestimmtes Lipid ab, das Sulfonolipid RIF-1. Auch die Zugabe vom Lipid alleine reicht dazu, das Salpingoeca rosetta in dieses Stadium übergeht. Da hierbei ein Wechsel von einer einzelligen Form zu mehrzelligen Zellverbänden stattfindet, ist diese Beobachtung von Interesse für die Untersuchung der Evolution vom Einzeller zum Mehrzeller und hierbei die Interaktionen von Bakterien.

## Systematik
Algoriphagus machipongonensis wurde im Jahr 2013 von Rosanna A. Alegado und Mitarbeitern erstmalig beschrieben. Der Artname A. machipongonensis weist auf Machipongo, dem Algonquin-Namen für Hog Island, hin. Der Gattungsname ist aus dem lateinischen Wort algor (kalt) und phagus (Vielfraß, fressen) zusammengesetzt. Viele Arten kommen in relativ kühlen Gebieten vor.
Die Gattung zählt zu der Familie Cyclobacteriaceae. Es ist eng verwandt mit Algoriphagus halophilus. Die Typusart der Gattung, Algoriphagus ratkowskyi, wurde erstmals von John P. Bowman und Mitarbeitern (2003) beschrieben. Im Februar 2025 wurden ungefähr 50 Arten zu der Gattung gezählt.